# Alte Maße und Gewichte (Finnland)
Über lange Zeit hinweg wurden in Finnland lediglich nicht genau festgelegte Körpermaße verwendet, erst sehr spät wurden einige davon für den Handel standardisiert. Einige schwedische und später russische Einheiten waren auch in Gebrauch.

## Länge
| linja             | Linie          |                                                                            | = 1⁄144 jalka = 1⁄12 tuuma                                                 | ≈ 2,062 mm           |
| tuuma             | Zoll           | Breite eines Daumens.                                                      | = 1⁄12 jalka                                                               | ≈ 24,742 mm          |
| vaaksa / kortteli | Spanne         | Abstand zwischen den ausgespreizten Spitzen von Daumen und kleinem Finger. | = 1⁄2 jalka                                                                | ≈ 14,845 cm          |
| jalka             | Fuß            | Länge des menschlichen Fußes.                                              |                                                                            | ≈ 29,69 cm           |
| kyynärä, aln      | Elle           | Abstand von Ellenbogen bis Fingerspitzen                                   | = 2 jalka                                                                  | ≈ 59,38 cm           |
| syli              | Faden, Klafter | Spannweite bei ausgestreckten Armen                                        | = 6 jalka = 3 kyynärä                                                      | ≈ 1,7814 m           |
| virsta            | Werst          |                                                                            | = 9000 jalka = 1500 syli (schwedisch) = 1500 Arschin = 3500 Fuß (russisch) | ≈ 2672 m = 1066,80 m |
| poronkusema       |                | Abstand zwischen Urinmarken eines Rens, lappisch                           |                                                                            | ca. 7,5 km           |
| peninkulma        |                | Maximale Hörweite von Hundegebell                                          |                                                                            | ca. 10 km            |

## Fläche
| kannunala   | Ar           | definiert durch 1000 jalka² (Quadratfuß)       | = 4⁄7 kapanala                             | ≈ 88,1496 m² |
| kapanala    |              |                                                | = 13⁄4 kannunala                           | ≈ 154,26 m²  |
| panninala   |              |                                                | = 28 kannunala = 16 kapanala               | ≈ 2468,25 m² |
| tynnyrinala | Acre, Morgen | Fläche für die ein Fass Getreidesaat ausreicht | = 56 kannunala = 32 kapanala = 2 panninala | ≈ 4936,5 m²  |

## Volumen
| jumpru   |       | Flüs. + Troc. –                                                   | = 1⁄16 tuoppi = 1⁄4 kortteli                                   | ≈ 0,08179 l |
| kortteli |       | Flüs. + Troc. – Definiert als 1⁄10 Kubik-kortteli (Kubik-vaaksa). | = 1⁄4 tuoppi                                                   | ≈ 0,32715 l |
| tuoppi   |       | Flüs. + Troc. –                                                   | = 1 tuoppi = 4 kortteli                                        | ≈ 1,3086 l  |
| kappa    |       | Flüs. + Troc. – (noch in Gebrauch für Kartoffeln)                 | = 31⁄2 tuoppi = 14 kortteli = 5⁄6 kappa (Troc.)                | ≈ 4,58 l    |
| vakka    | Quart | Trockenmaß – vakka-Maßkette                                       | = 28 tuoppi = 8 kappa                                          | ≈ 36,64 l   |
| tynnyri  | Fass  | Trockenmaß – vakka-Maßkette                                       | = 112 tuoppi = 32 kappa = 4 vakka                              | ≈ 146,56 l  |
| kappa    |       | Trockenmaß – nelikko-Maßkette                                     | = 4,2 tuoppi = 1,2 kappa = 16,8 kortteli                       | ≈ 5,4961 l  |
| nelikko  | Quart | Trockenmaß – nelikko-Maßkette                                     | = 31,5 tuoppi = 9 kappa = 7,5 kappa (Troc.)                    | ≈ 41,22 l   |
| tynnyri  | Fass  | Trockenmaß − nelikko-Maßkette                                     | = 126 tuoppi = 36 kappa = 30 kappa (Troc.) = 4 nelikko (Troc.) | ≈ 164,88 l  |
| kannu    | Kanne | Flüssigkeitsmaß                                                   | = 2 tuoppi = 8 kortteli = 4⁄7 kappa                            | ≈ 2,6172 l  |
| nelikko  | Quart | Flüssigkeitsmaß                                                   | = 24 tuoppi = 12 kannu                                         | ≈ 31,406 l  |
| tynnyri  | Fass  | Flüssigkeitsmaß                                                   | = 96 tuoppi = 48 kannu = 4 nelikko (Flüs.)                     | ≈ 125,63 l  |
| aami     | Fass  | Flüssigkeitsmaß                                                   | = 120 tuoppi = 60 kannu = 5 nelikko (Flüs.)                    | ≈ 157,03 l  |

## Gewicht
| luoti    |         | = 1⁄16 markka             | ≈ 13,284 g   |
| unssi    | Unze    | = 1⁄8 markka              | ≈ 26,567 g   |
| markka   |         |                           | ≈ 212,538 g  |
| naula    | Pfund   | = 2 markka                | ≈ 425,076 g  |
| leiviskä |         | = 40 markka = 20 naula    | ≈ 8,50152 kg |
| sentneri | Zentner | = 200 markka = 5 leiviskä | ≈ 42,5076 kg |
| kippunta |         | = 800 markka = 4 sentneri | ≈ 170,03 kg  |